# Гивио (Кунео)
Гивио је насеље у Италији у округу Кунео, региону Пијемонт.
Према процени из 2011. у насељу је живело 44 становника. Насеље се налази на надморској висини од 770 м.